# رینالدو نوچنتینی
رینالدو نوچنتینی (ایتالیایی: Rinaldo Nocentini؛ زادهٔ ۲۵ سپتامبر ۱۹۷۷) دوچرخه‌سوار اهل ایتالیا است.
از باشگاه‌هایی که در آن رکاب زده‌است می‌توان به تیم دوچرخه‌سواری ماپی، فاسا بورتولو، آکوا و ساپونه، و آژ۲آر لا موندیال اشاره کرد.